# Kościół św. Jadwigi Śląskiej w Kodrębie
Kościół świętej Jadwigi Śląskiej – rzymskokatolicki kościół parafialny należący do parafii pod tym samym wezwaniem (dekanat Kodrąb archidiecezji częstochowskiej).
Murowany kościół został zbudowany w 1 połowie XVI wieku. Ponieważ Kodrąb jest położony na terenie ze źródłami i podmokłymi gruntami, świątynia została wzniesiona na usypanym wzniesieniu, które później opadło. Do najstarszych i najciekawszych elementów wyposażenia zabytkowej świątyni należą: para drzwi w stylu późnogotyckim, odrzwia ozdobione ornamentem: napisem i herbem rodowym Kodrębskich i datą 1517 rok, chrzcielnica wykonana na początku XVI wieku, krucyfiks, powstały na początku XVI wieku. - mniejszy we wnętrzu kościoła i większy na zewnątrz wykonany w 1618 roku. Świątynia posiada także zabytkowe ornaty, monstrancję i mszał rzymski.